# Groupe Centre France
 (mars 2024).
Centre France est un groupe de médias français dont le siège se situe à Clermont-Ferrand dans le département du Puy-de-Dôme. La dénomination sociale du groupe Centre France est La Montagne S.A.
Acteur important de la presse régionale avec huit titres quotidiens, neuf hebdomadaires et une agence de presse, le groupe a entrepris une stratégie de diversification dans les années 2000, dans la communication, la publicité et l'édition.
Son actionnaire de référence est la Fondation Varenne.

## Géographie
Le siège de l'entreprise est basé au 45 rue du Clos-Four à Clermont-Ferrand, à proximité du stade Marcel-Michelin. On y trouve les locaux de la rédaction du journal La Montagne et les services supports du groupe. Deux sites industriels permettent l'impression des titres : les rotatives sont situées au 40 rue Morel-Ladeuil à Clermont-Ferrand, et Allée des Bourdillats à Auxerre.
La zone de diffusion des journaux du groupe couvre quinze départements répartis dans quatre régions.

## Histoire
Le groupe est créé en 1972. La maison-mère est La Montagne SA, fondée le 4 octobre 1919 par Alexandre Varenne.
En 1982, Le Berry républicain basé à Bourges est racheté, il diffuse dans les départements du Cher et de l'Indre.
Le groupe est dirigé par Jean-Pierre Caillard de 1996 au 21 mars 2012, date de son décès.
En septembre 2007, le groupe acquiert 35 % du groupe La République du Centre basé à Orléans
En juillet 2008, le groupe fait l'acquisition de L'Yonne républicaine, basé à Auxerre, qui diffuse dans l'Yonne et la Nièvre.
En avril 2010, le groupe augmente sa participation à hauteur de 70 % dans le groupe La République du Centre.
Le 15 décembre 2010, le groupe rachète au groupe Amaury le quotidien L'Écho républicain basé à Chartres, qui diffuse en Eure-et-Loir et dans le sud du département des Yvelines.
Le 28 décembre 2010, le groupe rachète l'hebdomadaire Le Régional de Cosne basé à Cosne-Cours-sur-Loire.
En janvier 2011, le groupe annonce le rachat de l'hebdomadaire Le Pays Roannais puis de La Liberté de Montbrison.
En juin 2011, le groupe entame des négociations pour une éventuelle fusion avec le groupe La Voix détenu par le groupe Rossel. Le projet est abandonné en septembre 2011.
Le 17 février 2012, le groupe rachète l'hebdomadaire Le Journal de Gien basé à Gien.
Le 4 avril 2012, Édith Caillard, veuve de Jean-Pierre Caillard, est élue présidente du groupe.
En juin 2013, le groupe annonce le rachat du groupe L'Éveil qui détient en particulier L'Éveil de la Haute-Loire à Sud Communication. Les autres titres acquis sont les hebdomadaires La Ruche, La Gazette de la Loire et de la Haute-Loire, Le Réveil du Vivarais, L'Éveil hebdo, les magazines Massif Central Patrimoine et Massif Central Entreprendre et le gratuit Hebdo Velay,.
Le 18 septembre 2014 parait le premier numéro de l’hebdomadaire Le Pays Forez Cœur de Loire, issu de la fusion de La Gazette de la Loire, La Liberté de Montbrison et la partie ligérienne du Pays d’Entre Loire et Rhône.
Le groupe créé fin 2015 la filiale Centre France Livres lors de la reprise de la maison d'édition De Borée.
En 2016, le groupe acquiert l'agence Capéa, basée à Saint-Étienne.
En juin 2017, Michel Habouzit est nommé président du conseil d'administration.
Le groupe poursuit sa stratégie de diversification avec l'acquisition en juillet 2017 de la société éditrice du site de vente en ligne Pecheur.com dans le domaine de la pêche.
En avril 2018, Soizic Bouju est nommée directrice générale déléguée[source insuffisante].
Le titre hebdomadaire Le Réveil du Vivarais est cédé au groupe de presse HCR le 1er janvier 2020[source insuffisante].
Lors du conseil d'administration du 31 mars 2020[source insuffisante], Alain Védrine indique qu’il mettra fin à son mandat de directeur général lors de l’assemblée générale du 30 juin 2020 et propose aux administrateurs, qui acceptent, la nomination de Soizic Bouju aux fonctions de directrice générale. Elodie Legrand et Matthieu Cousin sont nommés directeurs généraux adjoints, chargés des projets stratégiques.
Alain Védrine est élu président du conseil d’administration le 30 juin 2020[source insuffisante]. Il succède à Michel Habouzit.
Le 22 décembre 2020, un an après avoir envisagé un plan de relance, la direction annonce qu'une rupture conventionnelle collective va être proposée aux salariés du groupe. Au total, 107 des 1 850 emplois seront supprimés.
En 2023, le groupe reprend le titre bimestriel Pays du Limousin.

## Activités

### Presse
Le cœur de métier du groupe est la PQR ; le groupe Centre France contrôle en 2019 huit journaux de la Presse quotidienne régionale (PQR).
Depuis 1972, le groupe s'est constitué autour de trois journaux : La Montagne, qui siège à Clermont-Ferrand et diffuse en Auvergne et en Limousin ; Le Populaire du Centre basé à Limoges et qui diffuse en Limousin ; le Journal du Centre basé à Nevers, qui diffuse dans le département de la Nièvre.
Les autres titres de la PQR détenus par Centre-France sont : Le Berry républicain, L'Écho républicain, L'Éveil de la Haute-Loire, La République du Centre et L'Yonne républicaine.
Le groupe Centre France possède également les neuf titres de presse hebdomadaires suivants : Le Courrier du Loiret, L'Éclaireur du Gâtinais, L'Éveil hebdo, La Gazette de Thiers et d'Ambert, Le Journal de Gien, Le Régional de Cosne et du Charitois, La Ruche, La Voix du Sancerrois, Le Pays et le gratuit Hebdo Velay, ainsi que les magazines Massif Central Patrimoine, La Montagne Entreprendre, Sports Auvergne (bimestriel diffusé en région Auvergne) et Opéra Magazine (mensuel consacré à l'actualité internationale de l'art lyrique).
Le groupe détient 16 % du capital de la Nouvelle République du Centre-Ouest et pourrait accroître sa participation en vue de l'intégrer dans le groupe.
En décembre 2021, le groupe Centre France annonce la création d'un comité éditorial et la nomination de deux directeurs éditoriaux, rattachés à la directrice générale, Soizic Bouju : Stéphane Vergeade et Thibaud Vuitton.
En 2022, des directeurs éditoriaux départementaux sont nommés. Complète le dispositif, une directrice des ressources éditoriales. Rattachée à la direction générale, elle a pour principale mission d’appuyer logistiquement les rédactions en suivant tout le volet des moyens, de la logistique et de l’aide à la décision. Sous sa responsabilité, un directeur technique éditorial prend en charge le suivi de la pagination, les contraintes liées à la fabrication du journal papier et vient accompagner graphiquement l’ambition éditoriale du groupe.

### Télévision
Entre 2000 et 2014, Centre France possédait la chaîne de télévision locale iC1 (Clermont Première jusqu'en décembre 2012). 

### Internet
Centre France dispose de sites web spécialisés dans les petites annonces en ligne, de sites d'informations en continu ainsi que d'une boutique en ligne remodelée début 2018.

### Agence de presse
Avec trois équipes de tournage et reportage basées à Clermont-Ferrand, Limoges et Tours, la filiale du groupe Centre France Info Région réalise des sujets pour le compte d’autres médias, assurant entre autres la correspondance pour la chaîne nationale TF1.

### Diversification

#### Événementiel
La filiale Communication événementielle du groupe, Centre France Événements, participe à l'organisation et à la commercialisation de salons dans la zone de diffusion de Centre France tels que le Carrefour national de la pêche et des loisirs, le Salon de l'habitat, le Salon du mariage, le Salon du chocolat, le Carrefour des maires et des élus ou les Salons des vins de France (10 salons dont Vinidôme).

#### E-commerce
En octobre 2017, le groupe rachète FUGAM, société éditrice du site de vente en ligne d'articles de pêche pecheur.com, qui appartenait à Décathlon depuis 2011. En septembre 2018, FUGAM lance un site de vente en ligne d'articles de chasse : chasseur.com

#### Édition de livres
Le groupe reprend en 2015 la maison d'édition auvergnate De Borée. Il lance courant 2018 une marque dans le segment du livre de poche, Mon Poche.

#### Publicité et Solutions média
Centre France Publicité élabore des stratégies de publicité et communication pour le compte des entreprises.

#### Conseil et formation
Implanté à Paris, Lille et Montpellier, ESJ PRO est un organisme de formation et de conseil auprès des médias, filiale du groupe, associé à l’École Supérieure de Journalisme de Lille. L'équipe est composée de journalistes professionnels venus de la presse écrite, de la radio, de la télévision et/ou du web. ESJ PRO propose des parcours certifiants en alternance pour les jeunes, de la formation continue pour tous les journalistes, mais aussi du conseil en communication et du média-training en direction des entreprises.

## Médialab
En janvier 2019, le groupe Centre France accélère sa stratégie d'innovation ouverte, avec la création de la Compagnie Rotative. Elle a pour mission de mettre des outils d'innovation responsable au profit du développement du groupe et de son impact positif sur les territoires. Un programme d'incubation de startups, autour des problématiques média, a été lancé en avril 2019.